# Белорусская социал-демократическая партия (1918—1924)
Белорусская социал-демократическая партия, БСДП (бел. Беларуская сацыял-дэмакратычная партыя) — белорусская политическая партия.
Была в оппозиции КП(б)Б.

## История
Партия была создана в июне 1918 года, в результате разногласий в Белорусской социалистической громаде. После чего громада раскололась на три партии — Белорусская партия социалистов-революционеров, Белорусская партия социалистов-федералистов и белорусскую социал-демократическую партию.
В социал демократическую партию входили братья Антон и Иван Луцкевичи, Аркадий Смолич, Иосиф Лёсик, Александр Прушинский.
Главной задачей партии было образование в Беларуси социалистической республики. Партия отрицала насильственные методы борьбы за общество. Она была сторонником построения социализма только после мировой революции. Партия была противником партий, входящих в Минское белорусское представительство, из-за его прогерманской ориентации.
Во время полемики по аграрному вопросу выступала за отмену частной собственности и передачу без выкупа земли крестьянам.
Отдельные члены партии входили в раду БНР.
Партия рассчитывала на поддержку суверенитета БНР со стороны иностранных государств. Были предприняты шаги по поиску контактов с Германской империей, затем с Москвой, Варшавой и Парижем, но все они не дали желаемого результата.
В июле 1920 года, после освобождения Минска от польских войск, партия вступила в оппозицию к коммунистической партии. Начались репрессии, и к концу 1921 года, партия была ликвидирована.
В 1925 году была распущена последняя эмигрантская ячейка партии в Берлине.